# Pollux Rock
Pollux Rock är en klippa i Sydgeorgien och Sydsandwichöarna (Storbritannien). Den ligger i den östra delen av Sydgeorgien och Sydsandwichöarna.
Terrängen runt Pollux Rock är huvudsakligen kuperad, men norrut är den platt.  Det finns inga samhällen i närheten.